# Església de la Trinitat d'Elsenz
L'església de la Trinitat d'Elsenz (en alemany: Dreifaltigkeitskirche) és una església catòlica a Elsenz, un districte municipal d'Eppingen al districte de Heilbronn, al nord de l'estat federat alemany de Baden-Württemberg.

## Història
A l'edat mitjana, Elsenz fou la seu de la l'església marista de la parròquia fundada cap al 1465. Pertanyent a l'Electorat del Palatinat, Elsenz fou una vila purament protestant durant la Reforma. Els catòlics pogueren tornar a realitzar el servei a partir del 1685. Quan l'església es dividí l'any 1707, l'església vella passà a la comunitat reformada; els catòlics en construïren una de pròpia sota l'actual l'any 1767. Quan aquesta resultà massa petita, es construí l'actual església de la Trinitat a sobre de la catòlica entre els anys 1912 i 1913, tot seguint els plànols de l'arquitecte de Karlsruhe Johannes Schroth, com una església de nau única i d'estil neobarroc.
El mateix any de la seva inauguració, el 1913, l'església rebé un altar major, un altar lateral en honor a la Verge Maria i un altre en honor a Sant Josep.

## Descripció
El cor està orientat al nord-est, l'accés a l'església es fa pel soterrani de la torre sud-oest. La forma del frontó és corbada i la cúpula de la torre, bulbosa.

El mobiliari de l'església, el qual prové d'edificis anteriors, inclou un relleu de fusta de Jesús de Natzaret i dels deixebles d'Emmaús, així com parts de l'altar major (cos de Crist, àngels i retrats ovalats en relleu de Sant Pere i de Sant Pau), que probablement van ser realitzades cap al 1770 per Johann Michael Düchert, originari de Heidelberg, ja que coincideixen estilísticament amb les seves obres a Feudenheim i Unter-Schönmattenwag. L'església també posseeix una Mare de Déu del gòtic tardà d'Ulm, feta cap a l'any 1480, que va entrar en possessió de la comunitat l'any 1929.

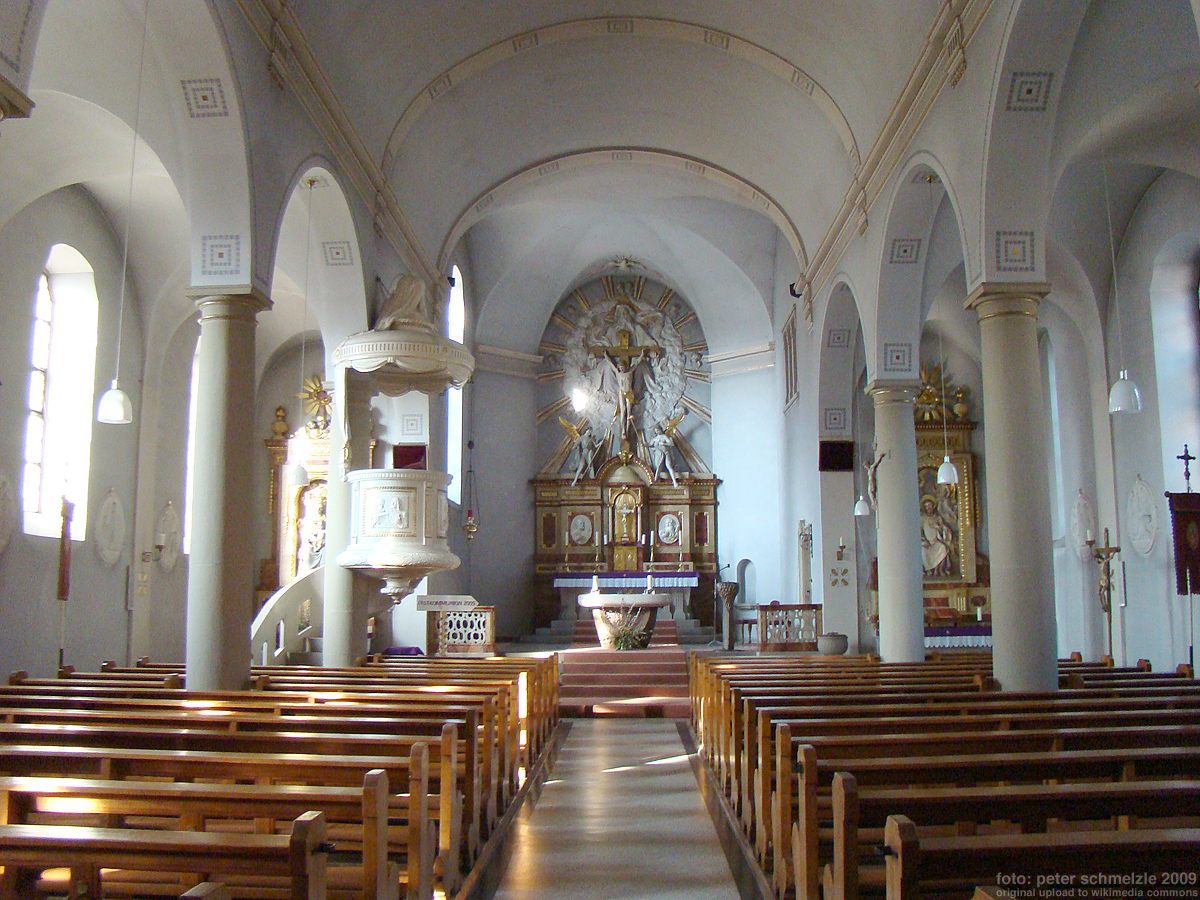
Vista del cor
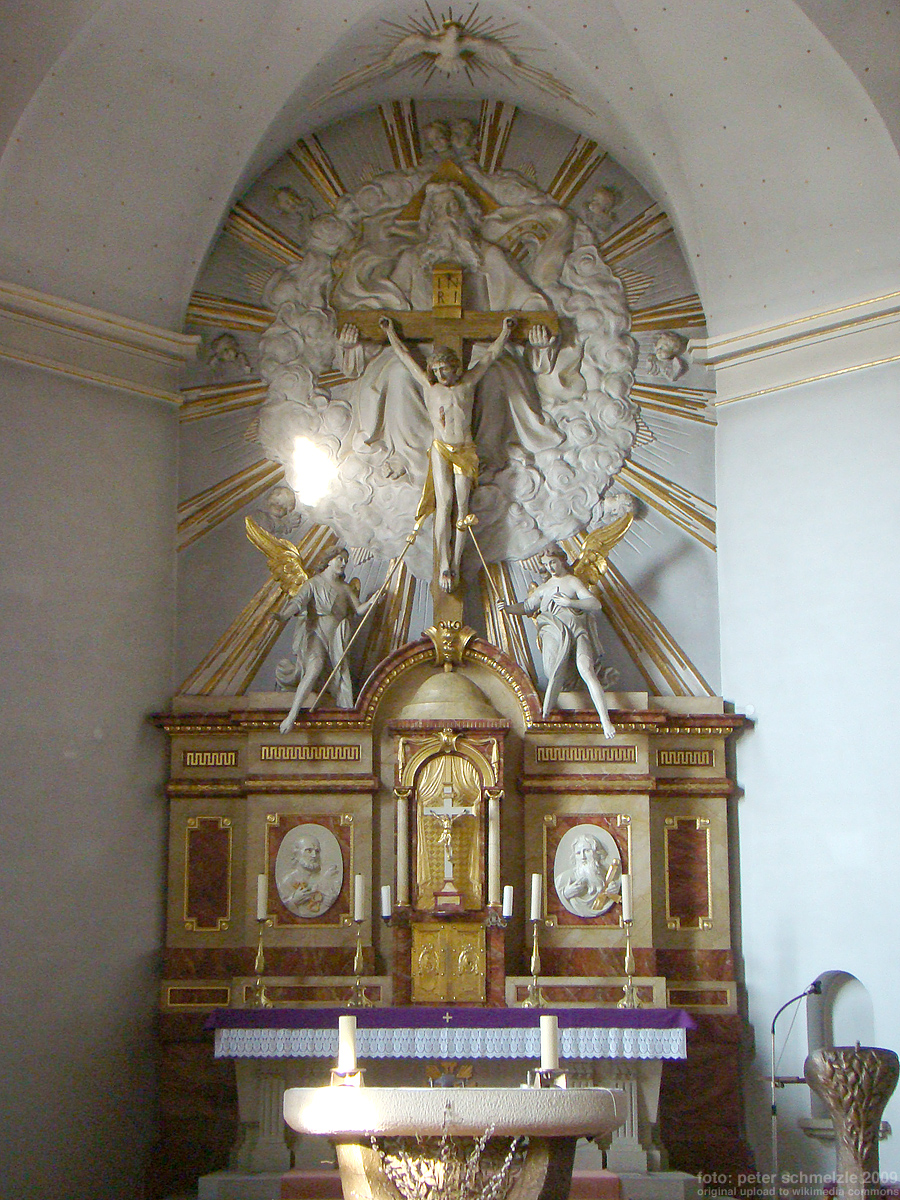
Altar major amb peces de 1770
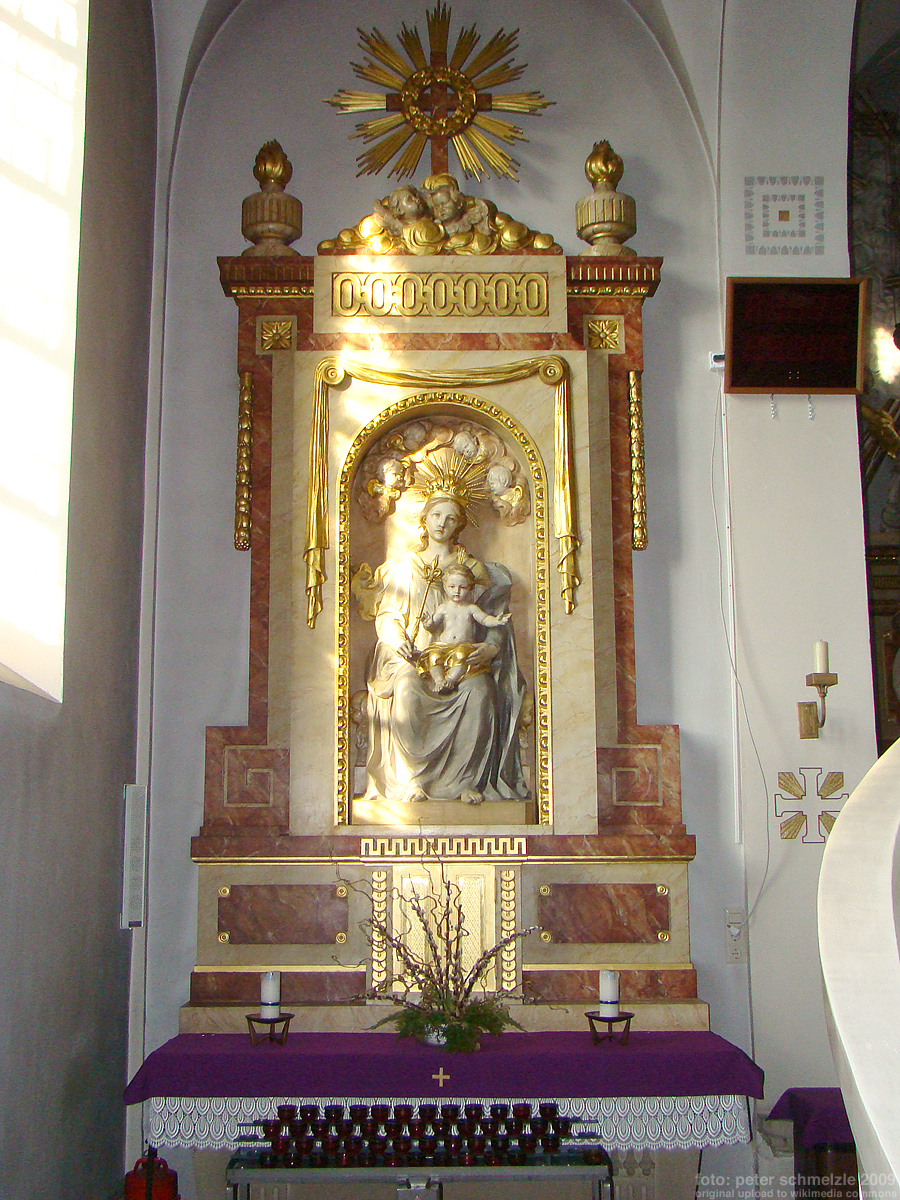
Altar lateral esquerre

## Orgue
L'orgue fou erigit l'any 1978 pel constructor d'orgues Mönch (Überlingen). L'instrument té 20 registres en dos manuals i pedal.